# Lisa (okręg Aluta)
Lisa – wieś w Rumunii, w okręgu Aluta, w gminie Schitu. W 2011 roku liczyła 401 mieszkańców.